# ياسمينة خضراء

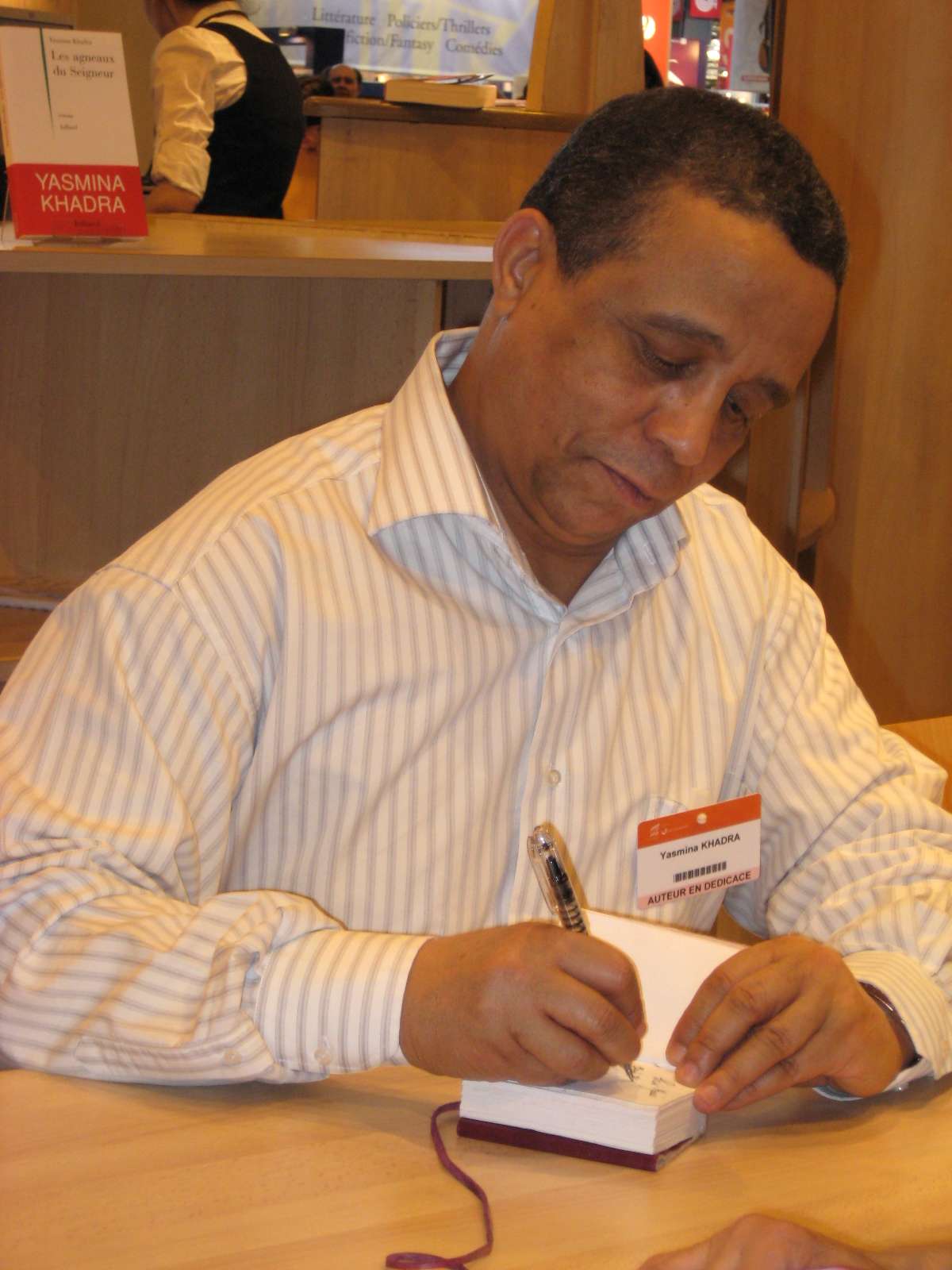
محمد مولسهول

ياسمينة خضراء (باللاتينية: Yasmina Khadra) هو الاسم المستعار للكاتب الجزائري محمد مولسهول، وهو كاتب
جزائري يعيش في فرنسا، ويُعد من أشهر الروائيين الجزائريين في العالم، حيث كتب نحو 40 رواية، ونشر مؤلفاته في أكثر من 50 دولة.

## سيرته
ولد بتاريخ 10 يناير/كانون الأول 1955 بالقنادسة في ولاية بشار الجزائرية، كانت والدته ذات الأصول البدوية «الراوية الرئيسية» لقبيلتها،  وكان والده ضابطًا ممرضًا، وانضم إلى جيش التحرير الوطني الجزائري مع بداية الكفاح الجزائري ضد فرنسا، في عمر التاسعة التحق مع أخويه الأصغر سنًا منه بمدرسة أشبال الثورة في قصر المشوار بتلمسان بالغرب الجزائري،  وهي مدرسة تديرها وزارة الدفاع الوطني، وتتكفل وزارة التربية بالدراسة، والحياة فيها شبه عسكرية، يصف محمد بداية شغفه بالكتابة في سيرته الذاتية بعنوان «الكاتب»،  حيث أراد أن يكون شاعراً في اللغة العربية، لكنه التقى بأستاذ من أصل فرنسي. أنهى مجلده الأول من القصص القصيرة في سن الثامنة عشر أثناء وجوده في المدرسة العسكرية، والذي سيظهر بعد أحد عشر عامًا باسم «حورية» في 1984.

### مسيرة عسكرية
تخرج من المدرسة العسكرية متحصلا على الباكالوريا سنة 1974، والتحق بأكاديمية شرشال العسكرية حتى تخرج منها برتبة ملازم عام 1976، ثم التحق بالقوات المحمولة جوا، وخلال فترة عمله في الجيش أصدر ثلاث مجموعات قصصية وثلاث روايات موقعة باسمه الحقيقي بين 1984-1989.
في أوائل التسعينيات كان متمركزًا على الحدود الجزائرية المغربية وفي ولاية وهران كقائد في القوات الخاصة، أثناء الانتشار العسكري ضد الأصوليين الإسلاميين والجيش الإسلامي للإنقاذ والجماعة الإسلامية المسلحة، وأصيب بثلاث انهيارات عصبية ونجا من كمينين وأجبر ثلاث مرات على الهبوط بطائرة هليكوبتر. 
اعتزل الحياة العسكرية في عام 2000 بعد 26 عاماً من الخدمة وقرر التفرغ للكتابة واستقر لاحقاً مع أسرته في فرنسا.

### فرنسا
في العام التالي 2001 نشر روايته «الكاتب» التي أفصح فيها عن هويته الحقيقية وتليها «دجال الكلمات» كتاب يبرر فيه مسيرته المهنية، وتبلغ شهرته حد العالمية حيث تترجم وتباع كتبه في 25 بلد حول العالم. تتطرق أفكار ياسمينة خضراء إلى مواضيع تهز أفكار الغربيين عن العالم العربي، حيث ينتقد الحماقات البشرية وثقافة العنف، ويتحدث عن جمال وسحر وطنه الأم الجزائر، ولكن يتحدث أيضاً عن الجنون الذي يكتسح كل مكان بفضل الخوف وبيع الضمائر متذرعاً بالدين ومخلفاً وراءه حماماتٍ من الدم. 

## الحملة الرئاسية 2014
أعلن مولسهول ترشحه لرئاسة الجزائر في 2 نوفمبر 2013، ولكنه لاحقًا لم يتمكن من جمع التوقيعات اللازمة للدخول كمُرشح في الانتخابات البالغة 90 ألف توقيع، حيث استطاع جمع 43 ألف توقيع من التوقيعات المطلوبة.  

## أعماله

### باسم محمد مولسهول
- «(بالفرنسية: Amen!) - آمين»، 1984.
- «(بالفرنسية: Houria : nouvelles) - الحرية: قصص»، 1984.[8]
- «(بالفرنسية: La fille du pont) - الفتاة على الجسر»، 1985.[9]
- «(بالفرنسية: El-Kahira, cellule de la mort) - القاهرة: خلية الموت»، 1986.[10]
- «(بالفرنسية: De l'autre coté de la ville) - الجانب الآخر من المدينة»، 1988.[11]
- «(بالفرنسية: Le privilège du phénix) - امتياز طائر الفينيق، الجزائر»، 1989.[12]

### باسم ياسمينة خضرة
كل كتابات ياسمينة خضرة باللغة الفرنسية وهي:
- «(بالفرنسية: Le Dingue au bistouri) - الجنون بالمبضع»‏، 1990.[13]
- «(بالفرنسية: La Foire des enfoirés: les enquêtes du Commissaire Llob) - معرض الأوباش: تحقيقات المفوض لوب»‏، 1993.[14]
- «(بالفرنسية: Morituri) - موريتوري»‏، نشر توبي برس، 1997.[15]
- «(بالفرنسية: Double blanc) - أبيض مزدوج»‏، 1998.[16]
- «(بالفرنسية: L'Automne des Chimères) - الربيع الوهم»‏، 1998.[17]
- «(بالفرنسية: Les Agneaux du Seigneur) - بسم الله»‏، 1998.[18]
- «(بالفرنسية: À quoi rêvent les loups) - بماذا تحلم الذئاب»‏، 1999.[19]
- «(بالفرنسية: L'Écrivain) - الكاتب»‏، 2001.[20]
- «(بالفرنسية: L'Imposture des mots) - دجال الكلمات»‏، 2002.[21]
- «(بالفرنسية: Les Hirondelles de Kaboul) - سنونو كابل»‏، 2002.[22]
- «(بالفرنسية: Cousine K) - ابن عم كاف»‏، 2003.[23]
- «(بالفرنسية: La part du mort) - قسمة الميت»‏، 2004.[24]
- «(بالفرنسية: L'Attentat) - الهجوم»‏، 2005.[25]
- «(بالفرنسية: Les Sirènes de Bagdad) - صافرات بغداد»‏، 2006.[26]
- «(بالفرنسية: Ce que le jour doit à la nuit) - هذا هو الحال في الواقع»‏، رواية، 2008.[27]
- «(بالفرنسية: L'Équation africaine) - المعادلة الأفريقية»‏، 2011.[28]
- «(بالفرنسية: Les anges meurent de nos blessures) - الملائكة تموت من جراحنا»‏، 2013.[29]
- «(بالفرنسية: Qu'attendent les singes) - ماذا تنتظر القردة»‏، 2014.
- «(بالفرنسية: La derniere nuit du rais) - ليلة الدكتاتور الأخيرة»‏، 2015.[30]
- «(بالفرنسية: Dieu n'habite pas La Havane) - ليس لهافانا ربّ يحميها»‏، 2016.
- «(بالفرنسية: Ce que le mirage doit à l'oasis)»‏، 2017.[31]
- «(بالفرنسية: Khalil) - خليل»‏، 2018.[32][33]
- «آلهة الشدائد»، 2010.
- «زهرة البليدة»، 2005.

#### الترجمات الإنجليزية
- «(بالإنجليزية: In the Name of God)»، ترجمها للإنجليزية ليندا بلاك، نشر توبي برس، 2000.[34]
- «(بالإنجليزية: Morituri)»، ترجمها للإنجليزية ديفيد هيرمان، نشر توبي برس، 2003.
- «(بالإنجليزية: Wolf Dreams)»، ترجمها للإنجليزية ليندا بلاك، 2003.
- «(بالإنجليزية: The Swallows of Kabul)»، ترجمها للإنجليزية جون كولين، نشر نان ايه تاليس ودوبلداي، 2004.[35]
- «(بالإنجليزية: Double Blank)»، ترجمها للإنجليزية أوبري بوتسفورد، نشر توبي برس، 2005.[36]
- «(بالإنجليزية: Autumn of the Phantoms)»، ترجمها للإنجليزية أوبري بوتسفورد، نشر توبي برس، 2006.[37]
- «(بالإنجليزية: The Attack)»، ترجمها للإنجليزية جون كولين، نشر نان ايه تاليس، 2006.[38]
- «(بالإنجليزية: The Sirens of Baghdad)»، ترجمها للإنجليزية جون كولين، نشر نان ايه تاليس، 2007.[39]
- «(بالإنجليزية: Cousin K)»، ترجمها للإنجليزية دونالد نيكولسون سميث، أليسون ووترز، 2013.[40]
- «(بالإنجليزية: Dead Man's Share)»، ترجمها للإنجليزية أوبري بوتسفورد، نشر توبي برس، 2009.[41]
- «(بالإنجليزية: What the Day Owes the Night)»، ترجمها للإنجليزية فرانك وين، 2010.[42]
- «(بالإنجليزية: The Dictator's Last Night)»، ترجمها للإنجليزية جوليان إيفانز، نشر غاليك بوكس، 2015.[43]
- «(بالإنجليزية: The African Equation)»، ترجمها للإنجليزية هوارد كيرتس، نشر غاليك بوكس، 2015.[44]
- «(بالإنجليزية: The Angels Die)»، ترجمها للإنجليزية هوارد كيرتس، نشر غاليك بوكس، 2016.[45]
- «(بالإنجليزية: Khalil)»، ترجمها للإنجليزية جون كولين، نشر نان ايه تاليس، 2021.[46]

#### الترجمات العربية
- «آلهة الشدائد»، ترجمة نيرمين العمري، دار الكتاب العربي، بيروت، 2011.[47]
- «سنوات كابل: رواية»، ترجمة محمد ساري، دار الفارابي، بيروت، 2007.[48]
- «أشباح الجحيم: رواية»، ترجمة محمد ساري، دار الفارابي، بيروت، 2007.[49]
- «فضل الليل على النهار»، ترجمة محمد ساري، سيديا، 2013.[50]
- «الصدمة: رواية»، دار الفارابي، بيروت، 2007.[51]
- «القريبة كاف: رواية»، دار الفارابي، بيروت، 2011.[52]
- «بم تحلم الذئاب: رواية»، ترجمة وتقديم أمين الزاوي، دار الغرب، وهران، 2002.[53]
- «خليل: رواية»، ترجمة ديمة علي فقيه، نوفل: هاشيت أنطوان، 2020.[54]
- «ليس لهافانا رب يحميها»، ترجمة قبيسي حسين، 2018.[55]
- «ليلة الريس الأخيرة»، 2017.[56]
- «مكر الكلمات»، دار الفارابي، بيروت، 2011.[57]

### أعمال حُولت لأفلام
- 2007: «موريتوري» إخراج أوكاشا تويتا.
- 2012: "فضل الليل على النهار"، إخراج الكسندر اركادي.[58]
- 2012: "الهجوم"، إخراج زياد دويري.[59]
- 2019: «طائر السنونو في كابل»، إخراج زابو بريتمان.

## دراسات نقدية
- «ياسمينة خضرا: هكذا تكلم. هكذا كتب. : أصدق اعترافاته. أشهر مواقفه. أهم حواراته ونصوصه»، تقديم وإعداد زهرة ديك، دار الهدى، 2013.[60]

## جوائز وتكريمات
- 2001: ميدالية فيرميل من معهد فرنسا بناء على اقتراح من الأكاديمية الفرنسية.[61]
- 2005: «أفضل كتاب لعام 2005» من صحيفة سان فرانسيسكو كرونيكل وكريستيان ساينس مونيتور.
- 2006: جائزة الوكالة الفرنسية للتنمية الأدبية.
- 2011: جائزة هنري غال الكبرى للأدب، وهي جائزة فخرية من معهد فرنسا.[62]
- 2018: الجائزة الكبرى للجمعيات الأدبية فئة الرسائل الجميلة، عن عمل «خليل».[63]

## وصلات خارجية
- محمد مولسهول على موقع IMDb (الإنجليزية)
- محمد مولسهول على موقع مونزينجر (الألمانية)
- محمد مولسهول على موقع ألو سيني (الفرنسية)
- محمد مولسهول على موقع ميوزك برينز (الإنجليزية)

- الموقع الرسمي للكاتب